# کریستین ون کونیگزگ
کریستین ارلند هارالد ون کونیگزگ (به سوئدی: Christian Erland Harald von Koenigsegg؛ زادهٔ ۲ ژوئیه ۱۹۷۲) بنیان‌گذار و مدیرعامل شرکت خودروسازی سوئدی کونیگزگ است.
در سال ۱۹۹۴، کونیگزگ «پروژه کونیگزگ» را راه اندازی کرد که در نهایت به خودروسازی کونیگزگ تبدیل شد. کریستین، به همراه طراح دیوید کرافورد، یک طرح مفهومی را بر اساس طرح‌های اصلی کریستین ایجاد کردند. اولین نمونه اولیه، پایه‌گذاری خودروسازی کونیگزگ را فعال کرد.
کونیگزگ و همسرش هالدورا ون کونیگزگ رهبری شرکت را بر عهده دارند.